# Károly Sándor
Károly Sándor (Szeged, 26 de noviembre de 1928 - Budapest, 10 de septiembre de 2014) fue un futbolista húngaro que jugaba en la demarcación de extremo derecho.

## Biografía
Debutó como futbolista en 1947 con el MTK Budapest FC, cuando por aquel entonces se llamaba Vörös Lobogó. Durante sus primeras temporadas en el club no consiguió ningún título, hasta que en la temporada 1950/1951 ganara la Nemzeti Bajnokság I. Un año después se hizo con el otro trofeo nacional, la Copa de Hungría. Ganó un total de tres ligas y una copa, además de dos Copa Mitropa, en 1955 y en 1963. Llegó a jugar la Recopa de Europa de 1964, llegando a la final, donde empató a tres con el Sporting de Lisboa, pero perdiendo por 1-0 en el partido de desempate. En 1963 llegó a ser nominado para ganar el Balón de Oro, quedando en decimoséptima posición. Tras 182 goles en 379 partidos, lo que es hasta la fecha el récord del club, se retiró como futbolista en 1964.
Falleció el 10 de septiembre de 2014 en Budapest a los 85 años de edad.

### Selección nacional
Jugó un total de 75 partidos con la selección de fútbol de Hungría y marcando 27 goles, llegando a jugar en la Copa Mundial de Fútbol de 1958 y en la Copa Mundial de Fútbol de 1962.

## Clubes
| Club            | País    | Año         | Partidos | Goles |
| --------------- | ------- | ----------- | -------- | ----- |
| MTK Budapest FC | Hungría | 1947 - 1964 | 379      | 182   |

## Palmarés

### Campeonatos nacionales
| Título              | Club            | País    | Año  |
| ------------------- | --------------- | ------- | ---- |
| Nemzeti Bajnokság I | MTK Budapest FC | Hungría | 1951 |
| Nemzeti Bajnokság I | MTK Budapest FC | Hungría | 1953 |
| Nemzeti Bajnokság I | MTK Budapest FC | Hungría | 1958 |
| Copa de Hungría     | MTK Budapest FC | Hungría | 1952 |

### Campeonatos internacionales
| Título       | Club            | País    | Año  |
| ------------ | --------------- | ------- | ---- |
| Copa Mitropa | MTK Budapest FC | Hungría | 1955 |
| Copa Mitropa | MTK Budapest FC | Hungría | 1963 |